# Diederik van Rooijen
Diederik van Rooijen (26 december 1975) is een Nederlands televisie- en filmregisseur. Hij groeide op in Nederland, Griekenland en de Verenigde Staten.
Hij studeerde af aan de Nederlandse Film en Televisie Academie in 2001 met zijn Engelstalige eindexamenfilm Chalk. Naast zijn dramawerk voor film en televisie, regisseert hij reclamefilms voor 25fps. Met zijn Volkswagen Polo GTI-reclamefilmpjes won hij in 2006 in Cannes een Bronzen Leeuw.
Met zijn korte film Babyphoned won hij tijdens het Nederlands Film Festival 2002 de NPS-prijs voor beste korte film. Hij regisseerde in 2003 de in Curaçao opgenomen jeugdspeelfilm Zulaika, die inmiddels meerdere prijzen heeft gewonnen. Van Rooijen is regisseur en scenarist van korte films (onder andere Dummy en Mass) en televisiedrama (onder andere Meiden van De Wit en Keyzer & De Boer Advocaten). Hij was uitvoerend producent en regisseur van de misdaadserie Parels en zwijnen, waarmee Van Rooijen in 2005 de NFTVM Award binnenhaalde.
Zijn korte film Dummy, in het kader van NPS Kort!, geproduceerd door Family Affair Films, werd in 2006 door Holland Film geselecteerd om in de categorie Live Action Short, ingezonden te worden voor de Academy Awards 2007.

## Filmografie

### Kort
- 2001:    Chalk
- 2002: A Funeral for Mr Smithee
- 2002: Babyphoned
- 2004: De bode
- 2005: Mass
- 2006: Dummy
- 2007: Het boze oog
- 2007: Een trui voor kip Saar

### Televisie
- 2004: Spoorloos verdwenen, 2 afleveringen
- 2003/2004: Meiden van De Wit, 8 afleveringen
- 2005–2008: Keyzer & De Boer Advocaten, 10 afleveringen
- 2005: Parels en zwijnen, 12 afleveringen
- 2008: Deadline, 2 afleveringen
- 2010–2015: Penoza, 28 afleveringen
- 2019-heden: Heirs of the Night / Vampieren van de Nacht, 24 afleveringen
- 2023: De stamhouder, 8 afleveringen
- 2023: Anoniem, 10 afleveringen
- 2024: Sphinx, 6 afleveringen

### Speelfilm
- 2003: Zulaika
- 2006: Bollywood Hero
- 2009: Stella's oorlog
- 2011: Taped
- 2013: Daglicht
- 2018: The Possession of Hannah Grace
- 2019: Penoza: The Final Chapter
- 2025: iHostage, als producent